# Diocèse de San Cristóbal de Las Casas
Ne doit pas être confondu avec Diocèse de San Cristóbal de Venezuela ou Diocèse de San Cristóbal de La Laguna.

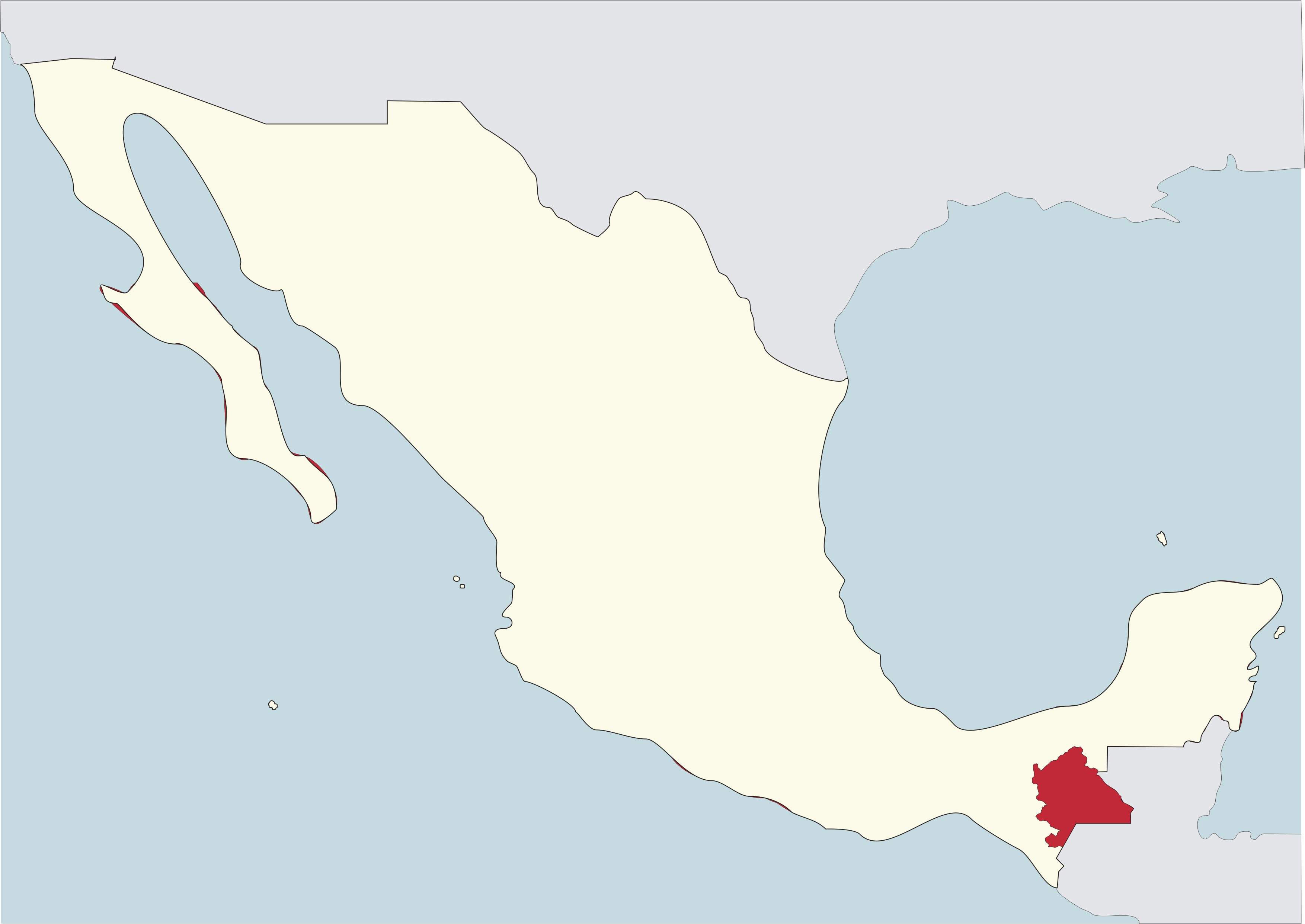
Diocèse de San Cristóbal de Las Casas en rouge sur la carte du Mexique.

Le diocèse de San Cristóbal de Las Casas (en latin : Dioecesis Sancti Christophori de Las Casas ; en espagnol : Diócesis de San Cristóbal de Las Casas) est un diocèse de l'Église catholique du Mexique, suffragant de l'archidiocèse de Tuxtla Gutiérrez.

## Territoire
Il comprend 48 municipalités de l'État de Chiapas ce qui correspond à un territoire d'une superficie de 36 821 km2 divisé en 57 paroisses.
Le siège épiscopal est dans la ville de San Cristóbal de Las Casas où se trouve la cathédrale Saint-Christophe.

## Historique
Le diocèse de Chiapas est érigé le 19 mars 1539 par la bulle Inter multiplices du pape Paul III en prenant une partie du territoire du diocèse d’Antequera (aujourd'hui archidiocèse d'Antequera). Il est nommé suffragant de l'archidiocèse de Séville comme le sont tous les premiers diocèses créés en Amérique entre 1511 et 1546.
Le siège épiscopal est placé à Ciudad Real (aujourd'hui San Cristóbal de Las Casas), ville fondée par les conquistadors espagnols en 1528 et capitale de la province du Chiapas.
Le dominicain Bartolomé de las Casas est l’un des tout premiers évêques de Chiapas.
Par la bulle Super universas orbis ecclesiae du 12 février 1546, le pape Paul III élève au rang d'archidiocèse métropolitain Mexico ainsi que Saint-Domingue (dans la vice-royauté de Nouvelle-Espagne) et Lima (dans la vice-royauté du Pérou) qui deviennent ainsi les trois premiers archidiocèses de l'Empire espagnol en Amérique. À partir de cette date, les diocèses d'Amérique cessent d'être suffragants de l'archidiocèse de Séville et intègrent une de ces trois provinces ecclésiastiques. Le diocèse de Chiapas incorpore celle de l'archidiocèse de Mexico.
Le 16 décembre 1743, il est nommé suffragant l’archidiocèse de Santiago de Guatemala. Le 25 avril 1837, seize ans après l’indépendance du Mexique, le pape Grégoire XVI replace le diocèse du Chiapas sous la juridiction de l'archidiocèse de Mexico. Il intègre la province ecclésiastique de l'archidiocèse d'Antequera le 23 juin 1891.
Il cède une partie de son territoire le 19 juin 1957 pour l'érection du diocèse de Tapachulapuis le 27 octobre 1964 pour la création du diocèse de Tuxtla Gutiérrez (aujourd'hui archidiocèse de Tuxtla Gutiérrez) ; le même jour le diocèse du Chiapas prend alors le nom de San Cristóbal de Las Casas.
Le 25 novembre 2006, il est nommé suffragant de l’archidiocèse de Tuxtla Gutiérrez. Le 15 février 2016, le diocèse de San Cristóbal de Las Casas reçoit la visite pastorale du pape François.

## Évêques
- Juan de Urteaga : 30 mars 1539 - 1540 (décédé)
- Juan de Arteaga y Avendaño : 16 juillet 1540 nommé - 8 septembre 1540 (décédé)
  -  Sede Vacante (1540-1543)
- Bartolomé de las Casas : 19 décembre 1543 - 11 sept 1550 (démission)
- Tomás Casillas : 19 janvier 1551 - 29 octobre 1567 (décédé)
- Pedro Martín Fernández : 8 janvier 1574 - 1588 (décédé)
  -  Sede Vacante (1588-1592)
- Andrés de Ubilla : 21 mai 1592 nommé - 29 janvier 1603 (déplacé)
- Lucas Duran : 7 janvier 1605 - 1607 (démission)
- Juan González de Mendoza : 7 mai 1607 - 17 novembre 1608 (déplacé)
- Juan Tomás de Blanes : 12 janvier 1609 - 5 février 1612 (décédé)
- Juan de Zapata y Sandoval : 13 novembre 1613 - 13 septembre 1621 (déplacé)
- Bernardino de Salazar y Frías : 25 octobre 1621 - 1626 (décédé)
  -  Sede Vacante (1626-1629)
- Agustín de Ugarte y Sarabia : 3 décembre 1629 - 2 décembre 1630 (déplacé)
- Marcos Ramírez de Prado y Ovando : 31 janvier 1633 - 30 mai 1639 (déplacé)
- Cristóbal Pérez Lazarraga et Maneli Viana : 3 octobre 1639 - 8 octobre 1640 (déplacé)
- Domingo (de Villaescusa) Ramírez de Arellano : 9 novembre 1640 - 2 décembre 1652 (déplacé)
- Mauro Diego (Marcos) de Tovar y Valle Maldonado : 16 décembre 1652 - 22 octobre 1666 (décédé)
  -  Sede Vacante (1666-1670)
- Bernardo Cristóbal de Quirós : 1er septembre 1670 - 16 mai 1672 (déplacé)
- Marcos Bravo de la Serna Manrique : 12 mars 1674 - octobre 1680 (décédé)
- Francisco Núñez de la Vega : 8 juin 1682 - 1706 (décédé)
- Juan Bautista Alvarez de Toledo : 24 septembre 1708 - 17 janvier 1714 (déplacé)
- Jacinto Olivera y Pardo : 26 février 1714 - 10 juillet 1733 (décédé)
- José Cubero Ramírez de Arellano : 9 juillet 1734 - 20 juin 1752 (décédé)
- José Vidal de Moctezuma y Tobar : 28 mai 1753 - 3 octobre 1766 (décédé)
- Miguel Cilieza y Velasco : 27 avril 1767 - 7 avril 1768 (décédé)
- Lucas Ramírez Galán : 12 juin 1769 - 21 août 1769 (déplacé)
- Juan Manuel Garcia de Vargas y Ribera : 20 novembre 1769 - 14 décembre 1774 (décédé)
- Antonio Caballero y Góngora : 29 mai 1775 - 11 septembre 1775 (déplacé)
- Francisco (Martinez) Polanco (López de Lorena) : 13 novembre 1775 - 20 novembre 1784 (décédé)
- Jose Martinez Palomino y Lopez de Lorena : 19 décembre 1785 - 8 mars 1788 (démission)
- Francisco Gabriel de Olivares y Benito : 15 septembre 1788 - 22 septembre 1795 (déplacé)
- Fermín José Fuero y Gómez Martinez Arañon : 18 décembre 1795 - 14 juillet 1800 (décédé)
- Ambrosio Llano : 23 décembre 1801 - 14 juillet 1815 (décédé)
- Salvador de Sanmartin y Cuevas : 22 juillet 1816 - 9 février 1821 (décédé)
  -  Sede Vacante (1821-1831)
- Luis García Guillén : 28 février 1831 - 19 août 1834 (décédé)
  -  Sede Vacante (1834-1839)
- José María Luciano Becerra y Jiménez : 23 décembre 1839 - 27 septembre 1852 (déplacé)
- Carlos María Colina y Rubio : 7 avril 1854 Nommé - 19 mars 1863 (déplacé)
- Carlos Manuel Ladrón de Guevara : 19 mars 1863 - 28 août 1869 (décédé)
- Germán de Ascensión Villalvazo y Rodríguez : 22 novembre 1869 - 8 mai 1879 (décédé)
- Ramón María de San José Moreno y Castañeda : 22 septembre 1879 - 21 septembre 1882 (démission)
- Miguel Mariano Luque y Ayerdi : 13 novembre 1884 - 14 mai 1901 (décédé)
- Francisco Orozco y Jiménez : 30 mai 1902 - le 2 décembre 1912 (déplacé)
- Maximino Ruiz y Flores : 8 juillet 1913 - 8 mars 1920 (démission)
- Gerardo Anaya y Diez de Bonilla : 8 mars 1920 - 3 octobre 1941 (déplacé)
- Lucio Torreblanca y Tapia : 22 janvier 1944 - 25 mai 1959 (déplacé)
- Samuel Ruiz García : 14 novembre 1959 - 13 mars 2000 (retraite)
- Felipe Arizmendi Esquivel : 31 mars 2000 - 3 novembre 2017 (retraite)
- Rodrigo Aguilar Martinez : depuis le 3 novembre 2017